# فرد بلاكويل
فرد بلاكويل (بالإنجليزية: Fred Blackwell)‏ هو لاعب كرة قاعدة أمريكي، ولد في 7 سبتمبر 1891 في بولينغ غرين في الولايات المتحدة، وتوفي في 8 ديسمبر 1975 في مورغانتاون في الولايات المتحدة.

## وصلات خارجية
- فرد بلاكويل على موقعبيزبول رفرنس.كوم (الدوري الرئيسي) (الإنجليزية)
- فرد بلاكويل على موقعبيزبول رفرنس.كوم (الدوري الثانوي) (الإنجليزية)